# Ius cogens
Ius cogens és una locució llatina que fa referència a normes de dret imperatiu, en contraposició a les de dret dispositiu. D'acord amb la Convenció de Viena sobre el Dret dels Tractats, són aquelles normes acceptades i reconegudes per la comunitat internacional d'Estats en el seu conjunt com a norma que no admet acord en contra.
Les normes de Ius cogens constitueixen el nivell més alt de les lleis internacionals i han de ser obeïdes sempre.
L'existència d'aquestes normes imperatives de Dret internacional públic és generalment acceptada: només alguns pocs estats la neguen, entre ells França. No obstant això, sí que és objecte de discussió quines normes concretes revestirien aquest caràcter.

## Característiques
Una norma d'ius cogens es caracteritza per ser d'obligat compliment i no admetre acord en contrari dels estats. Això la diferencia del costum internacional, que tradicionalment ha requerit el consentiment dels estats i permet la seva alteració mitjançant tractats. Per contra, una norma no pot contradir-ne una altra de ius cogens, tret que també tingui aquesta naturalesa: en aquest cas, la nova norma reemplaçarà l'antiga.
D'altra banda, les normes de dret imperatiu obliguen enfront de tots els Estats: això és, generen obligacions erga omnes.